# Hans (Marne)
Hans é uma comuna francesa na região administrativa do Grande Leste, no departamento de Marne. Estende-se por uma área de 19.5 km², e possui 146 habitantes, segundo o censo de 2018, com uma densidade de 7.5 hab/km².